# Piotr Grabarczyk
Piotr Grabarczyk (ur. 31 października 1982 w Olsztynie) – polski piłkarz ręczny, obrotowy, od 2016 zawodnik TuS N-Lübbecke.

## Kariera sportowa
Wychowanek Warmii Olsztyn, następnie gracz SMS Gdańsk. W latach 2001–2015 był zawodnikiem Vive Tauron Kielce, z którym siedmiokrotnie wywalczył mistrzostwo Polski i 10 razy zdobył puchar kraju. W barwach Vive występował przez siedem sezonów w Lidze Mistrzów (3. miejsce w 2013 i 2015), rzucając w tych rozgrywkach dziewięć bramek. W 2015 podpisał dwuletni kontrakt z HSV Hamburg. Zawodnikiem niemieckiego klubu był do stycznia 2016, kiedy HSV rozpoczął proces upadłościowy i został pozbawiony licencji na grę w Bundeslidze. W lutym 2016 podpisał kontrakt z TuS N-Lübbecke.
W 2002 wraz z reprezentacją U-20 wywalczył młodzieżowe mistrzostwo Europy – w turnieju rozegranym w Polsce zdobył 11 goli, w tym jednego w spotkaniu finałowym ze Słowenią (29:25). W kadrze seniorskiej zadebiutował 5 czerwca 2003 w wygranym meczu z Białorusią (27:25).
Czterokrotnie uczestniczył w finałach mistrzostw Europy (2004, 2006, 2014, 2016). Wystąpił również w mistrzostwach świata w Szwecji (2011) i mistrzostwach świata w Hiszpanii (2013). W 2015 zdobył brązowy medal podczas mistrzostw świata w Katarze. W turnieju tym zagrał we wszystkich dziewięciu meczach.

## Sukcesy
Vive Tauron Kielce
- Mistrzostwo Polski: 2003, 2009, 2010, 2012, 2013, 2014, 2015
- Puchar Polski: 2003, 2004, 2006, 2009, 2010, 2011, 2012, 2013, 2014, 2015
- 3. miejsce w Lidze Mistrzów: 2013, 2015

Reprezentacja Polski
- 1. miejsce w mistrzostwach Europy U-20: 2002
- 3. miejsce w mistrzostwach świata: 2015

Odznaczenia
- Srebrny Krzyż Zasługi (2015)[10]